# Macromolecular Materials and Engineering
Macromolecular Materials and Engineering ist eine naturwissenschaftliche Fachzeitschrift auf dem Gebiet der Polymerchemie. Bis 1999 hieß die Zeitschrift Die Angewandte Makromolekulare Chemie.
Der Impact Factor lag im Jahr 2013 bei 2,781. Nach der Statistik des ISI Web of Knowledge wird das Journal mit diesem Impact Factor in der Kategorie multidisziplinäre Materialwissenschaft an 47. Stelle von 251 Zeitschriften und in der Kategorie Polymerwissenschaft an 22. Stelle von 82 Zeitschriften geführt.